# Ed Stelmach
Edward Michael "Ed" Stelmach (11 de maig de 1951, Lamont, Alberta) és un polític canadenc que va exercir el càrrec de Primer Ministre d'Alberta des de 2006 al 2011. Net d'immigrants ucraïnesos, Stelmach va néixer i va créixer en una granja prop de Lamont i parla ucraïnès. Va passar tota la seva vida adulta prepolítica fent de pagès, a excepció d'una mica de temps dedicat a l'estudi a la Universitat d'Alberta. La seva primera incursió en política va ser una elecció municipal de 1986, quan va ser elegit per al consell de comtat del Comtat de Lamont. A un any del seu mandat, va ser nomenat corregidor. Va continuar en aquest càrrec fins a la seva entrada en la política provincial.
Va estudiar dret fins que la mort del seu germà gran el va fer tornar a la cura de la granja familiar, activitat a la qual se segueix dedicant.